# 45 Komenda Odcinka Jastrzębie Zdrój
45 Komenda Odcinka Jastrzębie Zdrój – obecnie nieistniejący samodzielny pododdział Wojsk Ochrony Pogranicza pełniący służbę graniczną na granicy polsko-czechosłowackiej.

## Formowanie i zmiany organizacyjne
45 Komenda Odcinka sformowana została w 1945 w Jastrzębiu-Zdroju, w strukturze 10 Oddziału Ochrony Pogranicza. Na potrzeby komendy w Jastrzębiu-Zdroju zajęto trzy budynki sanatorium ZUS oraz „Katowiczankę” oraz zajęło także gospodarstwo Witczaków, tj. większość budynków oraz ziemi rolnej.
Komenda odcinka zorganizowana była w oparciu o przybyłych w znacznej części żołnierzy pododdziałów składających się z piechurów, artylerzystów, pancerniaków oraz kawalerzystów. Komenda razem ze strażnicami liczyła ponad 500 osób, 128 koni (w tym 1/3 wierzchowych), 18 różnych samochodów. W późniejszym okresie dysponowano także psami śledczymi i ochronnymi, rowerami itp.
We wrześniu 1946 odcinek wszedł w skład Katowickiego Oddziału WOP nr 10.
Doświadczenia wyniesione z pracy na odcinku skłoniły dowództwo do przegrupowania sztabu komendy. Było to podyktowane głównie z powodu złego usytuowania sztabu komendy wobec podległych strażnic i we wrześniu 1947 przeniesiono sztab do Cieszyna, a żołnierze opuścili budynki sanatoryjne.
W 1947 45 Komenda Odcinka WOP przekazała do 46 komendy odcinka w Raciborzu 209 strażnicę WOP Gorzyce oraz utworzono 205a strażnicę Pogwizdów.
24 kwietnia 1948, na bazie 45 Komendy Odcinka sformowano Samodzielny Batalion Ochrony Pogranicza nr 63.

## Struktura organizacyjna
Dyslokacja 45 Komendy Odcinka przedstawiała się następująco : 
- komendantura odcinka i pododdziały przysztabowe – Jastrzębie-Zdrój
- 205 strażnica WOP Cieszyn
- 205a strażnica WOP Pogwizdów – od 11.1947
- 206 strażnica WOP Kaczyce
- 207 strażnica WOP Marklowice
- 208 strażnica WOP Godów
- 209 strażnica WOP Gorzyce – do 1946.

## Ochrona granicy
W 1947 na całym odcinku komendy wprowadzono zapory w miejscach dogodnych do przekroczenia granicy, zatrzymano znaczną ilość przemytu oraz około 2 tys. przestępców.
W 1948 na odcinku 45 komendy Odcinka uruchomiono 7 przejściowych punktów kontrolnych małego ruchu granicznego (PPK MRG):
- Przejściowy Punkt Kontrolny MRG Pogwizdów
- Przejściowy Punkt Kontrolny MRG Kaczyce Dolne
- Przejściowy Punkt Kontrolny MRG Kaczyce Górne
- Przejściowy Punkt Kontrolny MRG Wymysłów
- Przejściowy Punkt Kontrolny MRG Marklowice
- Przejściowy Punkt Kontrolny MRG Skrbeńsko
- Przejściowy Punkt Kontrolny MRG Gołkowice.

## Komendanci odcinka
- mjr Aleksander[b] Przybysz (był w 1945)[9]
- kpt. Arciszewski[2]
- mjr Mieczysław Szpuner (był w 10.1947)[10].